# Eleições parlamentares europeias de 2019 no distrito de Évora
| Eleições parlamentares europeias de 2019 Distritos: Aveiro \| Beja \| Braga \| Bragança \| Castelo Branco \| Coimbra \| Évora \| Faro \| Guarda \| Leiria \| Lisboa \| Portalegre \| Porto \| Santarém \| Setúbal \| Viana do Castelo \| Vila Real \| Viseu \| Açores \| Madeira \| Estrangeiro |

## Resultados por concelho
Os resultados nos concelhos do Distrito de Évora foram os seguintes:

### Alandroal
| Partido                 | Partido                                         | Votos | %               | +/-   |
| ----------------------- | ----------------------------------------------- | ----- | --------------- | ----- |
|                         | Partido Socialista                              | 726   | 48,86 / 100,00  | 12,15 |
|                         | Coligação Democrática Unitária                  | 302   | 20,32 / 100,00  | 17,85 |
|                         | Partido Social Democrata                        | 124   | 8,34 / 100,00   | -     |
|                         | Bloco de Esquerda                               | 105   | 7,07 / 100,00   | 3,66  |
|                         | Partido Comunista dos Trabalhadores Portugueses | 33    | 2,22 / 100,00   | 0,94  |
|                         | Basta!                                          | 29    | 1,95 / 100,00   | 1,31  |
|                         | Pessoas–Animais–Natureza                        | 27    | 1,82 / 100,00   | 1,14  |
|                         | CDS – Partido Popular                           | 26    | 1,75 / 100,00   | -     |
|                         | Outros (com menos de 1,00%)                     | 42    | 2,83 / 100,00   |       |
| Votos Inválidos         | Votos Inválidos                                 | 73    | 4,91 / 100,00   | 2,13  |
| Total                   | Total                                           | 1 486 | 100,00 / 100,00 |       |
| Eleitorado/Participação | Eleitorado/Participação                         | 4 661 | 31,88 / 100,00  | 8,40  |

| Freguesia                                         | %     | %     | %     | %    | %    | %    | %    | %    | Votantes |
| Freguesia                                         | PS    | CDU   | PSD   | BE   | PCTP | PAN  | B!   | CDS  | Votantes |
| ------------------------------------------------- | ----- | ----- | ----- | ---- | ---- | ---- | ---- | ---- | -------- |
| Capelins (Santo António)                          | 50,43 | 26,50 | 5,13  | 2,56 | 3,42 | 1,71 | 0,85 | 0    | 117      |
| N.S. da Conceição, São Brás dos Matos e Juromenha | 48,29 | 16,82 | 11,53 | 7,17 | 2,80 | 2,18 | 0,31 | 3,43 | 321      |
| Santiago Maior                                    | 55,53 | 25,12 | 4,84  | 3,92 | 3,00 | 1,61 | 1,84 | 0,46 | 434      |
| Terena (São Pedro)                                | 51,63 | 15,81 | 8,94  | 9,30 | 1,40 | 1,40 | 3,26 | 0,47 | 215      |
| Alandroal                                         | 52,07 | 20,98 | 7,64  | 5,80 | 2,67 | 1,75 | 1,56 | 1,29 | 1 087    |

### Arraiolos
| Partido                 | Partido                                         | Votos | %               | +/-   |
| ----------------------- | ----------------------------------------------- | ----- | --------------- | ----- |
|                         | Coligação Democrática Unitária                  | 908   | 35,00 / 100,00  | 10,67 |
|                         | Partido Socialista                              | 760   | 29,30 / 100,00  | 1,39  |
|                         | Partido Social Democrata                        | 229   | 8,83 / 100,00   | -     |
|                         | Bloco de Esquerda                               | 187   | 7,21 / 100,00   | 4,02  |
|                         | CDS – Partido Popular                           | 86    | 3,32 / 100,00   | -     |
|                         | Pessoas–Animais–Natureza                        | 69    | 2,66 / 100,00   | 1,86  |
|                         | Partido Comunista dos Trabalhadores Portugueses | 63    | 2,43 / 100,00   | 0,10  |
|                         | Basta!                                          | 46    | 1,77 / 100,00   | 1,32  |
|                         | Aliança                                         | 37    | 1,43 / 100,00   | Novo  |
|                         | Outros (com menos de 1,00%)                     | 61    | 2,35 / 100,00   |       |
| Votos Inválidos         | Votos Inválidos                                 | 148   | 5,71 / 100,00   | 1,00  |
| Total                   | Total                                           | 2 594 | 100,00 / 100,00 |       |
| Eleitorado/Participação | Eleitorado/Participação                         | 5 909 | 43,90 / 100,00  | 2,47  |

| Freguesia                  | %     | %     | %     | %    | %    | %    | %    | %    | %    | Votantes |
| Freguesia                  | CDU   | PS    | PSD   | BE   | CDS  | PCTP | PAN  | B!   | A    | Votantes |
| -------------------------- | ----- | ----- | ----- | ---- | ---- | ---- | ---- | ---- | ---- | -------- |
| Arraiolos                  | 39,18 | 27,08 | 7,44  | 8,10 | 3,22 | 3,33 | 2,33 | 1,00 | 1,66 | 901      |
| Gafanhoeira e Sabugueiro   | 46,11 | 25,83 | 5,56  | 5,00 | 4,44 | 2,50 | 1,67 | 2,22 | 0    | 360      |
| Igrejinha                  | 25,24 | 39,62 | 8,95  | 6,07 | 2,88 | 0,96 | 3,51 | 1,60 | 1,28 | 313      |
| São Gregório e Santa Justa | 41,21 | 24,73 | 12,64 | 1,65 | 1,65 | 0,55 | 3,30 | 4,40 | 2,75 | 182      |
| Vimieiro                   | 18,37 | 40,14 | 13,61 | 5,44 | 5,44 | 3,40 | 1,36 | 0,68 | 0,68 | 147      |
| Arraiolos                  | 36,78 | 29,69 | 8,30  | 6,36 | 3,42 | 2,52 | 2,42 | 1,63 | 1,31 | 1 903    |

### Borba
| Partido                 | Partido                                         | Votos | %               | +/-   |
| ----------------------- | ----------------------------------------------- | ----- | --------------- | ----- |
|                         | Partido Socialista                              | 952   | 46,10 / 100,00  | 3,56  |
|                         | Partido Social Democrata                        | 249   | 12,06 / 100,00  | -     |
|                         | Coligação Democrática Unitária                  | 245   | 11,86 / 100,00  | 10,73 |
|                         | Bloco de Esquerda                               | 223   | 10,80 / 100,00  | 7,53  |
|                         | CDS – Partido Popular                           | 78    | 3,78 / 100,00   | -     |
|                         | Basta!                                          | 38    | 1,84 / 100,00   | 1,28  |
|                         | Pessoas–Animais–Natureza                        | 33    | 1,60 / 100,00   | 0,88  |
|                         | Partido Comunista dos Trabalhadores Portugueses | 30    | 1,45 / 100,00   | 1,18  |
|                         | Aliança                                         | 29    | 1,40 / 100,00   | Novo  |
|                         | Outros (com menos de 1,00%)                     | 60    | 2,91 / 100,00   |       |
| Votos Inválidos         | Votos Inválidos                                 | 128   | 6,20 / 100,00   | 0,56  |
| Total                   | Total                                           | 2 065 | 100,00 / 100,00 |       |
| Eleitorado/Participação | Eleitorado/Participação                         | 6 005 | 34,39 / 100,00  | 5,31  |

| Freguesia              | %     | %     | %     | %     | %    | %    | %    | %    | %    | Votantes |
| Freguesia              | PS    | CDU   | PSD   | BE    | CDS  | PAN  | PCTP | B!   | A    | Votantes |
| ---------------------- | ----- | ----- | ----- | ----- | ---- | ---- | ---- | ---- | ---- | -------- |
| Borba (Matriz)         | 45,76 | 12,20 | 12,54 | 7,80  | 3,05 | 2,37 | 3,05 | 2,37 | 1,02 | 295      |
| Borba (São Bartolomeu) | 46,00 | 11,50 | 15,00 | 6,00  | 5,50 | 4,50 | 0,50 | 2,50 | 1,00 | 200      |
| Orada                  | 57,62 | 11,92 | 6,62  | 6,62  | 2,65 | 2,65 | 0,66 | 1,32 | 1,99 | 151      |
| Rio de Moinhos         | 50,78 | 13,14 | 11,14 | 12,69 | 3,56 | 0,22 | 1,78 | 0,67 | 0,89 | 449      |
| Borba                  | 49,50 | 12,42 | 11,60 | 9,32  | 3,65 | 1,92 | 1,74 | 1,55 | 1,10 | 1 095    |

### Estremoz
| Partido                 | Partido                                         | Votos  | %               | +/-     |
| ----------------------- | ----------------------------------------------- | ------ | --------------- | ------- |
|                         | Partido Socialista                              | 1 391  | 39,48 / 100,00  | 2,28    |
|                         | Partido Social Democrata                        | 574    | 16,29 / 100,00  | -       |
|                         | Coligação Democrática Unitária                  | 363    | 10,30 / 100,00  | 8,78    |
|                         | Bloco de Esquerda                               | 323    | 9,17 / 100,00   | 5,49    |
|                         | CDS – Partido Popular                           | 201    | 5,71 / 100,00   | -       |
|                         | Basta!                                          | 114    | 3,24 / 100,00   | 2,30    |
|                         | Pessoas–Animais–Natureza                        | 80     | 2,27 / 100,00   | 1,47    |
|                         | Aliança                                         | 63     | 1,79 / 100,00   | Novo    |
|                         | LIVRE                                           | 43     | 1,22 / 100,00   | Estável |
|                         | Partido Comunista dos Trabalhadores Portugueses | 43     | 1,22 / 100,00   | 0,61    |
|                         | Outros (com menos de 1,00%)                     | 92     | 2,61 / 100,00   |         |
| Votos Inválidos         | Votos Inválidos                                 | 236    | 6,70 / 100,00   | 0,51    |
| Total                   | Total                                           | 3 523  | 100,00 / 100,00 |         |
| Eleitorado/Participação | Eleitorado/Participação                         | 11 566 | 30,46 / 100,00  | 4,00    |

| Freguesia                                          | %     | %     | %     | %     | %    | %    | %    | %    | %    | %    | Votantes |
| Freguesia                                          | PS    | PSD   | CDU   | BE    | CDS  | B!   | PAN  | PCTP | A    | L    | Votantes |
| -------------------------------------------------- | ----- | ----- | ----- | ----- | ---- | ---- | ---- | ---- | ---- | ---- | -------- |
| Ameixial (Santa Vitória e São Bento)               | 40,54 | 13,96 | 11,26 | 7,21  | 8,56 | 8,11 | 1,35 | 0    | 0    | 2,25 | 222      |
| Arcos                                              | 43,62 | 12,76 | 9,88  | 10,70 | 5,35 | 0,82 | 3,70 | 0,82 | 1,65 | 0,41 | 243      |
| Estremoz (Santa Maria e Santo André)               | 37,03 | 18,55 | 9,72  | 9,72  | 6,83 | 2,65 | 1,77 | 0,88 | 1,61 | 1,12 | 1 245    |
| Évora Monte                                        | 52,87 | 8,05  | 9,77  | 12,07 | 2,87 | 0,57 | 1,15 | 4,60 | 0,57 | 2,30 | 174      |
| Glória                                             | 53,33 | 10,00 | 12,67 | 8,67  | 4,00 | 1,33 | 2,00 | 2,67 | 0    | 0,67 | 150      |
| São Bento do Cortiço e Santo Estêvão               | 48,21 | 14,87 | 7,69  | 7,18  | 3,59 | 4,10 | 3,59 | 1,54 | 0    | 1,54 | 195      |
| São Domingos de Ana Loura                          | 49,50 | 7,92  | 20,79 | 7,92  | 0    | 1,98 | 2,97 | 1,98 | 0    | 0,99 | 101      |
| São Lourenço de Mamporcão e São Bento de Ana Loura | 40,80 | 15,42 | 17,41 | 4,98  | 2,49 | 1,99 | 1,99 | 2,49 | 0,50 | 0,50 | 201      |
| Veiros                                             | 55,87 | 17,00 | 6,48  | 4,05  | 5,67 | 0,40 | 0,81 | 1,62 | 1,62 | 0    | 247      |
| Estremoz                                           | 42,94 | 15,55 | 10,55 | 8,60  | 5,54 | 2,56 | 1,98 | 1,40 | 1,08 | 1,08 | 2 778    |

### Évora
| Partido                 | Partido                                         | Votos  | %               | +/-   |
| ----------------------- | ----------------------------------------------- | ------ | --------------- | ----- |
|                         | Partido Socialista                              | 5 111  | 30,89 / 100,00  | 0,37  |
|                         | Coligação Democrática Unitária                  | 2 510  | 15,17 / 100,00  | 11,72 |
|                         | Partido Social Democrata                        | 2 246  | 13,58 / 100,00  | -     |
|                         | Bloco de Esquerda                               | 1 989  | 12,02 / 100,00  | 6,83  |
|                         | CDS – Partido Popular                           | 1 101  | 6,65 / 100,00   | -     |
|                         | Pessoas–Animais–Natureza                        | 675    | 4,08 / 100,00   | 2,82  |
|                         | Aliança                                         | 389    | 2,35 / 100,00   | Novo  |
|                         | Basta!                                          | 386    | 2,33 / 100,00   | 1,82  |
|                         | LIVRE                                           | 350    | 2,12 / 100,00   | 0,03  |
|                         | Partido Comunista dos Trabalhadores Portugueses | 197    | 1,19 / 100,00   | 0,96  |
|                         | Outros (com menos de 1,00%)                     | 511    | 3,09 / 100,00   |       |
| Votos Inválidos         | Votos Inválidos                                 | 1 079  | 6,52 / 100,00   | 0,07  |
| Total                   | Total                                           | 16 544 | 100,00 / 100,00 |       |
| Eleitorado/Participação | Eleitorado/Participação                         | 47 209 | 35,04 / 100,00  | 1,89  |

| Freguesia                                   | %     | %     | %     | %     | %     | %    | %    | %    | %    | %    | Votantes |
| Freguesia                                   | PS    | CDU   | PSD   | BE    | CDS   | PAN  | A    | B!   | L    | PCTP | Votantes |
| ------------------------------------------- | ----- | ----- | ----- | ----- | ----- | ---- | ---- | ---- | ---- | ---- | -------- |
| Bacelo e Senhora da Saúde                   | 33,34 | 14,83 | 14,55 | 11,75 | 5,92  | 4,24 | 1,90 | 1,50 | 1,60 | 1,96 | 3 209    |
| Canaviais                                   | 32,38 | 16,39 | 11,48 | 11,68 | 6,35  | 4,51 | 1,23 | 3,69 | 1,84 | 1,02 | 488      |
| Évora                                       | 26,38 | 12,75 | 17,00 | 11,56 | 12,55 | 3,75 | 3,06 | 1,78 | 1,68 | 0,89 | 1 012    |
| Malagueira e Horta das Figueiras            | 29,97 | 14,29 | 15,71 | 12,81 | 6,95  | 3,13 | 2,85 | 2,36 | 1,99 | 1,25 | 3 513    |
| N.S. da Tourega e N.S. de Guadalupe         | 35,10 | 29,53 | 5,01  | 7,80  | 4,46  | 3,06 | 1,95 | 3,06 | 1,39 | 2,51 | 359      |
| Nossa Senhora da Graça do Divor             | 31,33 | 40,36 | 5,42  | 7,23  | 1,81  | 0,60 | 0    | 1,20 | 2,41 | 0,60 | 166      |
| Nossa Senhora de Machede                    | 44,27 | 20,38 | 7,32  | 6,69  | 5,41  | 2,55 | 0,32 | 2,87 | 0,96 | 3,18 | 314      |
| São Sebastião da Giesteira e N.S. da Boa Fé | 36,12 | 26,76 | 8,36  | 8,70  | 2,68  | 2,68 | 2,34 | 2,34 | 1,34 | 3,01 | 299      |
| São Bento do Mato                           | 39,04 | 9,91  | 18,92 | 6,61  | 5,11  | 2,10 | 3,30 | 2,70 | 1,20 | 1,50 | 333      |
| São Manços e São Vicente do Pigeiro         | 56,31 | 19,08 | 11,08 | 2,46  | 2,46  | 0,62 | 0,62 | 0,62 | 0,31 | 2,46 | 325      |
| São Miguel de Machede                       | 35,09 | 24,12 | 10,53 | 5,26  | 3,51  | 4,39 | 1,75 | 3,95 | 0,88 | 0,88 | 228      |
| Torre de Coelheiros                         | 53,05 | 25,00 | 3,05  | 3,05  | 0,61  | 1,22 | 1,22 | 0,61 | 1,22 | 3,05 | 164      |
| Évora                                       | 33,17 | 16,28 | 13,93 | 10,90 | 6,44  | 3,41 | 2,23 | 2,08 | 1,77 | 1,30 | 10 410   |

### Montemor-o-Novo
| Partido                 | Partido                                         | Votos  | %               | +/-   |
| ----------------------- | ----------------------------------------------- | ------ | --------------- | ----- |
|                         | Coligação Democrática Unitária                  | 1 929  | 32,21 / 100,00  | 13,97 |
|                         | Partido Socialista                              | 1 839  | 30,71 / 100,00  | 6,09  |
|                         | Partido Social Democrata                        | 535    | 8,93 / 100,00   | -     |
|                         | Bloco de Esquerda                               | 401    | 6,70 / 100,00   | 4,19  |
|                         | CDS – Partido Popular                           | 359    | 6,00 / 100,00   | -     |
|                         | Pessoas–Animais–Natureza                        | 133    | 2,22 / 100,00   | 1,45  |
|                         | Partido Comunista dos Trabalhadores Portugueses | 133    | 2,22 / 100,00   | 0,25  |
|                         | Aliança                                         | 83     | 1,39 / 100,00   | Novo  |
|                         | LIVRE                                           | 80     | 1,34 / 100,00   | 0,07  |
|                         | Basta!                                          | 69     | 1,15 / 100,00   | 0,63  |
|                         | Outros (com menos de 1,00%)                     | 102    | 1,70 / 100,00   |       |
| Votos Inválidos         | Votos Inválidos                                 | 325    | 5,43 / 100,00   | 0,25  |
| Total                   | Total                                           | 5 988  | 100,00 / 100,00 |       |
| Eleitorado/Participação | Eleitorado/Participação                         | 14 112 | 42,43 / 100,00  | 2,13  |

| Freguesia                               | %     | %     | %     | %    | %    | %    | %    | %    | %    | Votantes |
| Freguesia                               | CDU   | PS    | PSD   | BE   | CDS  | PCTP | PAN  | A    | L    | Votantes |
| --------------------------------------- | ----- | ----- | ----- | ---- | ---- | ---- | ---- | ---- | ---- | -------- |
| Cabrela                                 | 28,34 | 45,45 | 8,56  | 3,21 | 5,35 | 2,67 | 0,53 | 1,60 | 0,53 | 187      |
| Ciborro                                 | 17,33 | 58,67 | 2,22  | 4,00 | 1,33 | 3,56 | 0    | 0,89 | 1,78 | 225      |
| Cortiçadas de Lavre e Lavre             | 37,50 | 32,00 | 9,75  | 4,00 | 2,75 | 5,00 | 2,25 | 0,50 | 0,50 | 400      |
| Foros de Vale de Figueira               | 41,41 | 35,06 | 5,88  | 5,18 | 1,18 | 1,41 | 1,88 | 0,47 | 1,65 | 425      |
| N.S. da Vila, N.S. do Bispo e Silveiras | 35,36 | 29,93 | 8,71  | 6,56 | 5,47 | 2,22 | 2,04 | 1,46 | 1,46 | 2 743    |
| Santiago do Escoural                    | 46,44 | 33,90 | 5,42  | 6,44 | 0,68 | 2,03 | 1,69 | 0,68 | 0,68 | 295      |
| São Cristóvão                           | 40,34 | 16,74 | 14,59 | 3,43 | 9,87 | 0,43 | 1,29 | 3,00 | 0,86 | 233      |
| Montemor-o-Novo                         | 35,91 | 32,25 | 8,30  | 5,77 | 4,53 | 2,37 | 1,82 | 1,29 | 1,29 | 4 508    |

### Mora
| Partido                 | Partido                                         | Votos | %               | +/-   |
| ----------------------- | ----------------------------------------------- | ----- | --------------- | ----- |
|                         | Coligação Democrática Unitária                  | 576   | 37,94 / 100,00  | 11,12 |
|                         | Partido Socialista                              | 428   | 28,19 / 100,00  | 5,41  |
|                         | Partido Social Democrata                        | 153   | 10,08 / 100,00  | -     |
|                         | Bloco de Esquerda                               | 80    | 5,27 / 100,00   | 3,28  |
|                         | Partido Comunista dos Trabalhadores Portugueses | 49    | 3,23 / 100,00   | 0,92  |
|                         | CDS – Partido Popular                           | 41    | 2,70 / 100,00   | -     |
|                         | Pessoas–Animais–Natureza                        | 37    | 2,44 / 100,00   | 1,63  |
|                         | Basta!                                          | 17    | 1,20 / 100,00   | 0,93  |
|                         | Outros (com menos de 1,00%)                     | 44    | 2,90 / 100,00   |       |
| Votos Inválidos         | Votos Inválidos                                 | 93    | 6,13 / 100,00   | 1,51  |
| Total                   | Total                                           | 1 518 | 100,00 / 100,00 |       |
| Eleitorado/Participação | Eleitorado/Participação                         | 4 117 | 36,87 / 100,00  | 3,56  |

| Freguesia | %     | %     | %     | %    | %    | %    | %    | Votantes |
| Freguesia | CDU   | PS    | PSD   | BE   | PCTP | CDS  | PAN  | Votantes |
| --------- | ----- | ----- | ----- | ---- | ---- | ---- | ---- | -------- |
| Brotas    | 50,00 | 21,69 | 9,64  | 1,81 | 4,22 | 2,41 | 2,41 | 166      |
| Cabeção   | 41,46 | 31,96 | 4,11  | 6,65 | 2,85 | 1,58 | 2,22 | 316      |
| Mora      | 43,15 | 28,27 | 9,82  | 2,98 | 4,17 | 2,68 | 1,49 | 336      |
| Pavia     | 26,77 | 34,94 | 11,52 | 6,32 | 4,83 | 4,83 | 3,35 | 269      |
| Mora      | 39,65 | 29,99 | 8,56  | 4,69 | 3,96 | 2,85 | 2,30 | 1 087    |

### Mourão
| Partido                 | Partido                                         | Votos | %               | +/-  |
| ----------------------- | ----------------------------------------------- | ----- | --------------- | ---- |
|                         | Partido Socialista                              | 284   | 46,10 / 100,00  | 1,26 |
|                         | Partido Social Democrata                        | 111   | 18,02 / 100,00  | -    |
|                         | Coligação Democrática Unitária                  | 65    | 10,55 / 100,00  | 4,02 |
|                         | Basta!                                          | 33    | 5,36 / 100,00   | 4,73 |
|                         | Bloco de Esquerda                               | 30    | 4,87 / 100,00   | 2,86 |
|                         | CDS – Partido Popular                           | 30    | 4,87 / 100,00   | -    |
|                         | Partido Comunista dos Trabalhadores Portugueses | 10    | 1,62 / 100,00   | 0,64 |
|                         | Pessoas–Animais–Natureza                        | 7     | 1,14 / 100,00   | 0,64 |
|                         | Outros (com menos de 1,00%)                     | 23    | 3,73 / 100,00   |      |
| Votos Inválidos         | Votos Inválidos                                 | 23    | 3,73 / 100,00   | 2,56 |
| Total                   | Total                                           | 616   | 100,00 / 100,00 |      |
| Eleitorado/Participação | Eleitorado/Participação                         | 2 189 | 28,14 / 100,00  | 5,40 |

| Freguesia | %     | %     | %     | %    | %    | %    | %    | %    | %    | %    | %    | Votantes |
| Freguesia | PS    | PSD   | CDU   | CDS  | PCTP | B!   | BE   | PTP  | PAN  | A    | PDR  | Votantes |
| --------- | ----- | ----- | ----- | ---- | ---- | ---- | ---- | ---- | ---- | ---- | ---- | -------- |
| Granja    | 52,14 | 11,43 | 10,71 | 2,14 | 7,14 | 3,57 | 4,29 | 0,71 | 2,14 | 2,14 | 0,71 | 140      |
| Luz       | 18,57 | 60,00 | 5,71  | 5,71 | 0    | 1,43 | 0    | 0    | 0    | 0    | 0    | 70       |
| Mourão    | 42,22 | 15,56 | 18,89 | 6,67 | 0    | 3,33 | 1,11 | 3,33 | 0    | 0    | 2,22 | 90       |
| Mourão    | 41,33 | 24,00 | 12,00 | 4,33 | 3,33 | 3,00 | 2,33 | 1,33 | 1,00 | 1,00 | 1,00 | 300      |

### Portel
| Partido                 | Partido                                         | Votos | %               | +/-  |
| ----------------------- | ----------------------------------------------- | ----- | --------------- | ---- |
|                         | Partido Socialista                              | 842   | 45,86 / 100,00  | 1,02 |
|                         | Coligação Democrática Unitária                  | 540   | 29,41 / 100,00  | 6,54 |
|                         | Bloco de Esquerda                               | 105   | 5,72 / 100,00   | 3,16 |
|                         | Partido Social Democrata                        | 88    | 4,79 / 100,00   | -    |
|                         | Partido Comunista dos Trabalhadores Portugueses | 52    | 2,83 / 100,00   | 0,75 |
|                         | Basta!                                          | 28    | 1,53 / 100,00   | 1,22 |
|                         | Pessoas–Animais–Natureza                        | 26    | 1,42 / 100,00   | 1,07 |
|                         | CDS – Partido Popular                           | 25    | 1,36 / 100,00   | -    |
|                         | Outros (com menos de 1,00%)                     | 59    | 3,22 / 100,00   |      |
| Votos Inválidos         | Votos Inválidos                                 | 71    | 3,87 / 100,00   | 0,34 |
| Total                   | Total                                           | 1 836 | 100,00 / 100,00 |      |
| Eleitorado/Participação | Eleitorado/Participação                         | 5 196 | 35,33 / 100,00  | 5,97 |

| Freguesia                          | %     | %     | %    | %    | %    | %    | %    | Votantes |
| Freguesia                          | PS    | CDU   | BE   | PSD  | PCTP | B!   | PAN  | Votantes |
| ---------------------------------- | ----- | ----- | ---- | ---- | ---- | ---- | ---- | -------- |
| Amieira e Alqueva                  | 43,06 | 42,01 | 3,82 | 3,47 | 3,47 | 0    | 0,69 | 288      |
| Monte do Trigo                     | 42,40 | 38,16 | 5,30 | 3,89 | 4,24 | 0,35 | 1,06 | 283      |
| Portel                             | 40,73 | 32,12 | 5,30 | 5,63 | 2,98 | 1,66 | 0,66 | 302      |
| Santana                            | 53,47 | 17,36 | 9,72 | 4,17 | 4,17 | 2,08 | 0,69 | 144      |
| São Bartolomeu do Outeiro e Oriola | 51,63 | 20,73 | 8,13 | 2,44 | 4,47 | 1,22 | 2,03 | 246      |
| Vera Cruz                          | 50,82 | 29,51 | 3,28 | 4,10 | 0,82 | 3,28 | 1,64 | 122      |
| Portel                             | 45,70 | 31,62 | 5,78 | 3,97 | 3,54 | 1,16 | 1,08 | 1 385    |

### Redondo
| Partido                 | Partido                                         | Votos | %               | +/-  |
| ----------------------- | ----------------------------------------------- | ----- | --------------- | ---- |
|                         | Partido Socialista                              | 556   | 34,86 / 100,00  | 0,82 |
|                         | Coligação Democrática Unitária                  | 317   | 19,87 / 100,00  | 7,87 |
|                         | Partido Social Democrata                        | 199   | 12,48 / 100,00  | -    |
|                         | Bloco de Esquerda                               | 155   | 9,72 / 100,00   | 6,09 |
|                         | CDS – Partido Popular                           | 82    | 5,14 / 100,00   | -    |
|                         | Pessoas–Animais–Natureza                        | 48    | 3,01 / 100,00   | 1,54 |
|                         | Basta!                                          | 37    | 2,32 / 100,00   | 2,00 |
|                         | Aliança                                         | 29    | 1,82 / 100,00   | Novo |
|                         | Partido Comunista dos Trabalhadores Portugueses | 26    | 1,63 / 100,00   | 0,95 |
|                         | Outros (com menos de 1,00%)                     | 42    | 2,63 / 100,00   |      |
| Votos Inválidos         | Votos Inválidos                                 | 104   | 6,52 / 100,00   | 0,68 |
| Total                   | Total                                           | 1 595 | 100,00 / 100,00 |      |
| Eleitorado/Participação | Eleitorado/Participação                         | 5 662 | 28,17 / 100,00  | 3,47 |

| Freguesia | %     | %     | %     | %    | %    | %    | %    | %    | %    | Votantes |
| Freguesia | PS    | CDU   | PSD   | BE   | CDS  | PCTP | PAN  | A    | B!   | Votantes |
| --------- | ----- | ----- | ----- | ---- | ---- | ---- | ---- | ---- | ---- | -------- |
| Montoito  | 33,96 | 29,43 | 13,21 | 7,55 | 3,77 | 0,75 | 1,51 | 1,51 | 2,26 | 265      |
| Redondo   | 43,44 | 19,49 | 9,34  | 7,04 | 5,01 | 2,57 | 2,17 | 2,03 | 1,35 | 739      |
| Redondo   | 40,94 | 22,11 | 10,36 | 7,17 | 4,68 | 2,09 | 1,99 | 1,89 | 1,59 | 1 004    |

### Reguengos de Monsaraz
| Partido                 | Partido                                         | Votos | %               | +/-  |
| ----------------------- | ----------------------------------------------- | ----- | --------------- | ---- |
|                         | Partido Socialista                              | 1 127 | 47,02 / 100,00  | 2,26 |
|                         | Partido Social Democrata                        | 329   | 13,73 / 100,00  | -    |
|                         | Coligação Democrática Unitária                  | 260   | 10,85 / 100,00  | 7,29 |
|                         | Bloco de Esquerda                               | 193   | 8,05 / 100,00   | 6,03 |
|                         | CDS – Partido Popular                           | 82    | 3,42 / 100,00   | -    |
|                         | Pessoas–Animais–Natureza                        | 78    | 3,25 / 100,00   | 2,21 |
|                         | Basta!                                          | 70    | 2,92 / 100,00   | 2,35 |
|                         | Partido Comunista dos Trabalhadores Portugueses | 35    | 1,46 / 100,00   | 0,84 |
|                         | Outros (com menos de 1,00%)                     | 75    | 3,13 / 100,00   |      |
| Votos Inválidos         | Votos Inválidos                                 | 148   | 6,17 / 100,00   | 0,13 |
| Total                   | Total                                           | 2 397 | 100,00 / 100,00 |      |
| Eleitorado/Participação | Eleitorado/Participação                         | 8 929 | 26,85 / 100,00  | 7,65 |

| Freguesia             | %     | %     | %     | %    | %    | %    | %    | %    | Votantes |
| Freguesia             | PS    | CDU   | PSD   | BE   | PAN  | CDS  | B!   | PCTP | Votantes |
| --------------------- | ----- | ----- | ----- | ---- | ---- | ---- | ---- | ---- | -------- |
| Campo e Campinho      | 56,34 | 14,93 | 9,30  | 5,07 | 1,97 | 2,25 | 1,41 | 1,69 | 355      |
| Corval                | 55,56 | 14,62 | 7,31  | 8,48 | 3,51 | 0,88 | 3,51 | 0,29 | 342      |
| Monsaraz              | 58,20 | 11,89 | 7,38  | 4,10 | 1,23 | 3,28 | 4,10 | 1,64 | 244      |
| Reguengos de Monsaraz | 44,26 | 12,02 | 15,03 | 8,47 | 3,55 | 3,55 | 1,91 | 2,19 | 732      |
| Reguengos de Monsaraz | 51,17 | 13,15 | 11,12 | 7,11 | 2,87 | 2,69 | 2,45 | 1,61 | 1 673    |

### Vendas Novas
| Partido                 | Partido                                         | Votos  | %               | +/-   |
| ----------------------- | ----------------------------------------------- | ------ | --------------- | ----- |
|                         | Partido Socialista                              | 1 289  | 36,68 / 100,00  | 6,48  |
|                         | Coligação Democrática Unitária                  | 742    | 21,12 / 100,00  | 12,61 |
|                         | Partido Social Democrata                        | 498    | 14,17 / 100,00  | -     |
|                         | Bloco de Esquerda                               | 256    | 7,29 / 100,00   | 4,08  |
|                         | CDS – Partido Popular                           | 136    | 3,87 / 100,00   | -     |
|                         | Pessoas–Animais–Natureza                        | 119    | 3,39 / 100,00   | 2,07  |
|                         | Partido Comunista dos Trabalhadores Portugueses | 69     | 1,96 / 100,00   | 0,01  |
|                         | Basta!                                          | 56     | 1,59 / 100,00   | 0,98  |
|                         | Aliança                                         | 50     | 1,42 / 100,00   | Novo  |
|                         | Outros (com menos de 1,00%)                     | 114    | 3,24 / 100,00   |       |
| Votos Inválidos         | Votos Inválidos                                 | 185    | 5,26 / 100,00   | 1,05  |
| Total                   | Total                                           | 3 514  | 100,00 / 100,00 |       |
| Eleitorado/Participação | Eleitorado/Participação                         | 10 012 | 35,10 / 100,00  | 1,84  |

| Freguesia    | %     | %     | %     | %    | %    | %    | %    | %    | %    | Votantes |
| Freguesia    | PS    | CDU   | PSD   | BE   | CDS  | PAN  | PCTP | B!   | A    | Votantes |
| ------------ | ----- | ----- | ----- | ---- | ---- | ---- | ---- | ---- | ---- | -------- |
| Landeira     | 42,42 | 33,33 | 10,61 | 1,52 | 0    | 1,52 | 4,55 | 3,03 | 0    | 66       |
| Vendas Novas | 36,74 | 23,59 | 12,03 | 6,73 | 4,32 | 3,07 | 2,46 | 1,49 | 1,21 | 2 153    |
| Vendas Novas | 36,91 | 23,88 | 11,99 | 6,58 | 4,19 | 3,02 | 2,52 | 1,53 | 1,17 | 2 219    |

### Viana do Alentejo
| Partido                 | Partido                                         | Votos | %               | +/-  |
| ----------------------- | ----------------------------------------------- | ----- | --------------- | ---- |
|                         | Partido Socialista                              | 479   | 32,10 / 100,00  | 0,83 |
|                         | Coligação Democrática Unitária                  | 426   | 28,55 / 100,00  | 8,58 |
|                         | Partido Social Democrata                        | 150   | 10,05 / 100,00  | -    |
|                         | Bloco de Esquerda                               | 113   | 7,57 / 100,00   | 4,01 |
|                         | CDS – Partido Popular                           | 48    | 3,22 / 100,00   | -    |
|                         | Basta!                                          | 41    | 2,75 / 100,00   | 2,06 |
|                         | Pessoas–Animais–Natureza                        | 40    | 2,68 / 100,00   | 1,70 |
|                         | Partido Comunista dos Trabalhadores Portugueses | 33    | 2,21 / 100,00   | 1,18 |
|                         | Aliança                                         | 22    | 1,47 / 100,00   | Novo |
|                         | Outros (com menos de 1,00%)                     | 47    | 3,15 / 100,00   |      |
| Votos Inválidos         | Votos Inválidos                                 | 93    | 6,23 / 100,00   | 1,46 |
| Total                   | Total                                           | 1 492 | 100,00 / 100,00 |      |
| Eleitorado/Participação | Eleitorado/Participação                         | 4 623 | 32,27 / 100,00  | 3,47 |

| Freguesia         | %     | %     | %     | %    | %    | %    | %    | %    | Votantes |
| Freguesia         | CDU   | PS    | PSD   | BE   | PCTP | CDS  | PAN  | B!   | Votantes |
| ----------------- | ----- | ----- | ----- | ---- | ---- | ---- | ---- | ---- | -------- |
| Aguiar            | 45,02 | 25,38 | 4,83  | 6,04 | 1,81 | 0,91 | 3,63 | 3,63 | 331      |
| Alcáçovas         | 30,13 | 39,33 | 11,72 | 3,77 | 2,09 | 2,93 | 1,67 | 0,84 | 239      |
| Viana do Alentejo | 28,37 | 39,10 | 10,03 | 5,19 | 4,84 | 3,81 | 0,69 | 1,04 | 289      |
| Viana do Alentejo | 35,27 | 33,88 | 8,50  | 5,12 | 2,91 | 2,44 | 2,10 | 1,98 | 859      |

### Vila Viçosa
| Partido                 | Partido                                         | Votos | %               | +/-   |
| ----------------------- | ----------------------------------------------- | ----- | --------------- | ----- |
|                         | Partido Socialista                              | 707   | 33,76 / 100,00  | 2,00  |
|                         | Coligação Democrática Unitária                  | 389   | 18,58 / 100,00  | 11,42 |
|                         | Partido Social Democrata                        | 305   | 14,57 / 100,00  | -     |
|                         | Bloco de Esquerda                               | 222   | 10,60 / 100,00  | 6,62  |
|                         | CDS – Partido Popular                           | 93    | 4,44 / 100,00   | -     |
|                         | Basta!                                          | 73    | 3,49 / 100,00   | 2,82  |
|                         | Aliança                                         | 41    | 1,96 / 100,00   | Novo  |
|                         | Pessoas–Animais–Natureza                        | 40    | 1,91 / 100,00   | 1,20  |
|                         | Partido Comunista dos Trabalhadores Portugueses | 40    | 1,91 / 100,00   | 1,48  |
|                         | LIVRE                                           | 25    | 1,19 / 100,00   | 0,48  |
|                         | Outros (com menos de 1,00%)                     | 51    | 2,44 / 100,00   |       |
| Votos Inválidos         | Votos Inválidos                                 | 108   | 5,16 / 100,00   | 0,20  |
| Total                   | Total                                           | 2 094 | 100,00 / 100,00 |       |
| Eleitorado/Participação | Eleitorado/Participação                         | 6 834 | 30,64 / 100,00  | 2,22  |

| Freguesia                          | %     | %     | %     | %     | %    | %    | %    | %    | %    | Votantes |
| Freguesia                          | PS    | CDU   | PSD   | BE    | CDS  | B!   | PCTP | PAN  | A    | Votantes |
| ---------------------------------- | ----- | ----- | ----- | ----- | ---- | ---- | ---- | ---- | ---- | -------- |
| Bencatel                           | 36,69 | 40,24 | 5,92  | 8,88  | 0,59 | 1,18 | 2,96 | 1,18 | 0    | 169      |
| Ciladas                            | 49,77 | 14,88 | 10,23 | 11,16 | 2,33 | 3,72 | 2,79 | 0,93 | 0    | 215      |
| N.S. da Conceição e São Bartolomeu | 31,86 | 12,94 | 18,07 | 10,81 | 6,26 | 4,27 | 2,13 | 1,99 | 2,13 | 703      |
| Pardais                            | 42,42 | 13,64 | 6,06  | 9,85  | 0    | 2,27 | 2,27 | 5,30 | 3,03 | 132      |
| Vila Viçosa                        | 36,83 | 17,15 | 13,70 | 10,50 | 4,10 | 3,53 | 2,38 | 2,05 | 1,56 | 1 219    |

Nota: Os resultados por freguesia apresentados não incluem a votação eletrónica.